# 코브라 기동
코브라 기동(cobra maneuver or dynamic deceleration)은 공중전 기동 중의 하나이다. 수평진행 중 진행방향과 고도를 바꾸지 않고 날개각을 올렸다가 수평자세로 되돌아가는 기동을 말한다. 공격에 실패했을 때 재빨리 공격 기회를 잡을 수 있게 해준다. 
전 세계적으로 에어쇼에서 펼쳐진 특수 기동 중 가장 드라마틱하고 힘든 것 중 하나이다. 
수호이의 테스트 파일럿 빅토르 푸가초프가 1989년 파리 르 부르제 에어쇼에서 수호이 Su-37기를 이용해 처음 선보인 뒤로 푸가초프의 코브라(Pugachev's cobra)라고 불린다.

## 같이 보기
- 수호이 Su-37
- 추력편향
- F-22 랩터 - 코브라 기동을 할 수 있다고 알려져 있다
- 1960 saab 35 드라켄 - 드라켄 전투기를 몰던 조종사들이 먼저 이 기술을 선보였다고 알려짐